# Bowie Bonds
Les Bowie Bonds, en français obligations Bowie sont des titres adossés à des actifs lancés en 1997 par le chanteur-auteur-compositeur britannique David Bowie. Bowie cède à leurs acquéreurs les redevances engendrées par l'essentiel de son catalogue antérieur pour une durée de dix ans. Il lève ainsi 55 millions de dollars grâce à ce mécanisme alors totalement original.

## Histoire et mécanisme

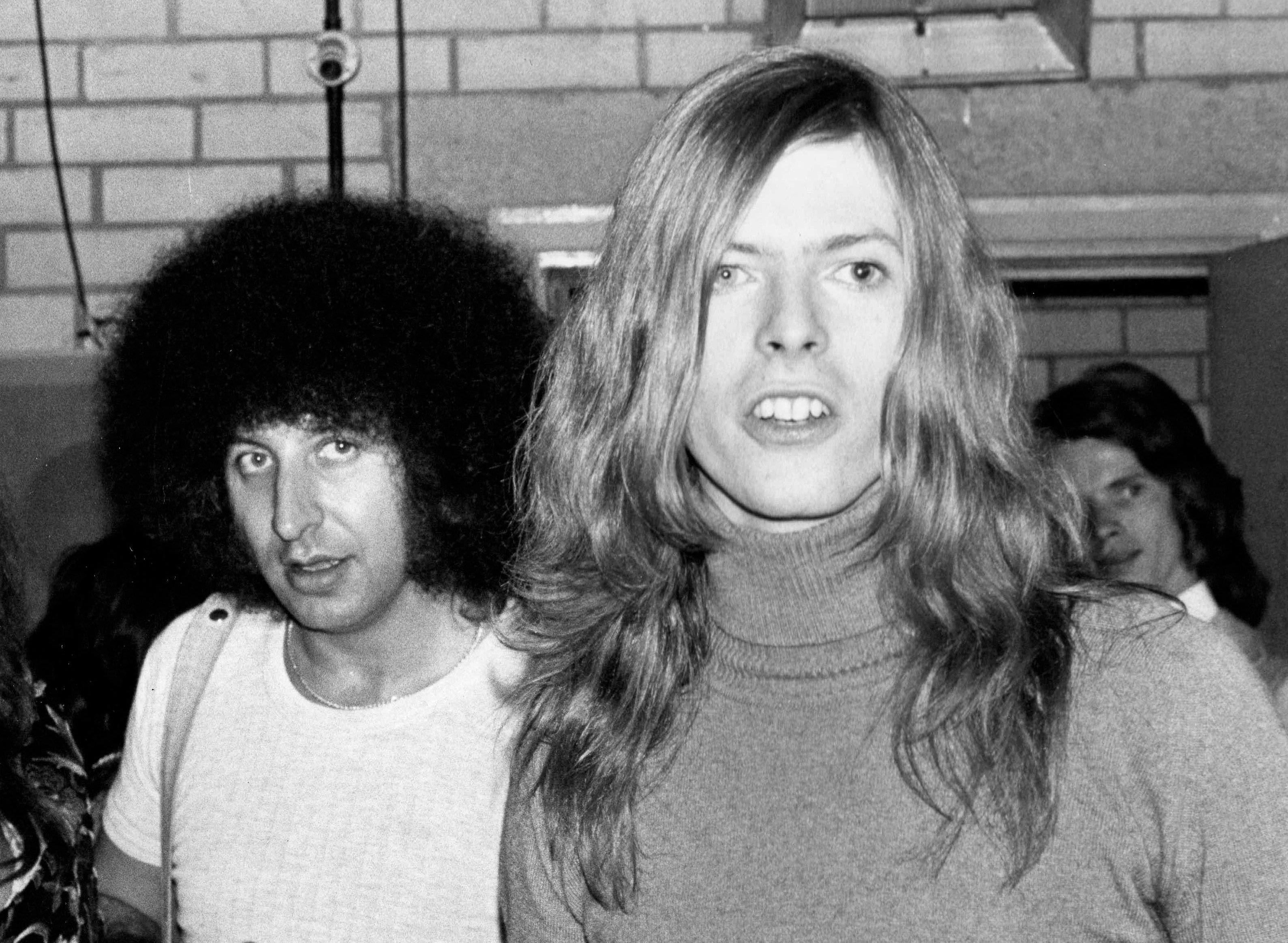
David Bowie avec son imprésario Tony Defries en 1971.

À la fin des années 1990, David Bowie a besoin de fonds pour racheter certains droits sur sa production musicale restés en la possession de Tony Defries, son ancien manager,. Âgé de 50 ans, détenteur d'une fortune évaluée à 70 millions de livres sterling, l'artiste réfléchit aussi à la transmission de son patrimoine à ses héritiers. Avec l'aide du banquier new-yorkais David Pullman et de la compagnie d'assurance britannique Prudential Insurance Company, il imagine et met en vente en 1997 des obligations adossées aux redevances que génèreront pendant les années suivantes vingt-cinq de ses albums publiés avant 1990 (The Man Who Sold the World, Ziggy Stardust and the Spiders from Mars, Hunky Dory, Heroes, etc., mais aussi des inédits),, soit environ 280 morceaux. C'est un des premiers exemples où une propriété intellectuelle est l'actif qui garantit le titre.
En contrepartie de titres d'une valeur nominale initiale de 1 000 $, avec un taux d'intérêt prévu de 7,9%, Bowie cède aux acquéreurs ses futures redevances pour les dix ans de durée de l'obligation,. La valeur du principal baisse chaque année, à mesure que les perspectives de redevances s'amenuisent.
L'émission, en 1997, rencontre un grand succès, à la fois car ces obligations sont perçues par les investisseurs comme un placement stable, à faible risque de défaut — Moody's notamment leur attribue une note élevée : Bowie vend alors environ un million d'albums chaque année —, car leur rendement prévisionnel est élevé (les titres de dettes du gouvernement américain proposent à l'époque 6,37%) et car des fans de l'artiste y voient une façon de « posséder » une partie de son catalogue : Bowie lève ainsi 55 millions de dollars.
Dans la lancée, le banquier Pullman propose des titres semblables — connus alors sous le nom générique d'obligations Pullman — avec d'autres artistes : James Brown, Ashford & Simpson, les Isley Brothers. Suivent Rod Stewart (qui lève 15 millions de dollars) et Iron Maiden.
Mais l'essor du streaming en ligne et du partage de fichier fait chuter au début des années 2000 les ventes d'albums, mettant en péril les revenus de ce type d'opérations. Moody's dégrade en 2004 de A3 à la très basse note Baa3 son évaluation des Bowie Bonds,. Celles-ci arrivent cependant à échéance en 2007 sans défaut, grâce à l'avènement des plateformes payantes de distribution numérique. Dès lors, Bowie récupère les redevances générées par ses œuvres.